# Валенте, Симоне
Симоне Валенте (итал. Simone Valente, родился 12 января 1987 года в Лигурии) — итальянский политик, депутат Палаты депутатов Италии от Движения пяти звёзд.

## Биография
Окончил в 2006 году колледж Савоны по специальности «Электроника и телекоммуникации». В 2010 году вступил в Движение пяти звёзд в Савоне, в 2011 году участвовал в выборах мэра Савоны, но потерпел неудачу. В 2012 году включён в списки Движения пяти звёзд от избирательного округа Лигурия, избран в Палату депутатов 19 марта 2013 года по итогам парламентских выборов. С 7 мая 2013 года заседает в VII комиссии (по культуре, науке и образованию).
12 июня 2018 года назначен младшим статс-секретарём при министре без портфеля по связям с парламентом и прямой демократии в правительстве Конте Риккардо Фраккаро.